# (33573) Hugrace
(33573) Hugrace est un astéroïde de la ceinture principale.

## Description
(33573) Hugrace est un astéroïde de la ceinture principale. Il fut découvert le 10 mai 1999 à Socorro (Nouveau-Mexique) par le projet LINEAR. Il présente une orbite caractérisée par un demi-grand axe de 2,37 UA, une excentricité de 0,14 et une inclinaison de 7,7° par rapport à l'écliptique.